# Харајана
Харајана је савезна држава Индије са површином од 44.212 km² и 21.082.989 становника (стање: 1. јан. 2001). Налази се у северном делу Индије. Настала је 1966. од делова државе Пенџаб. Граничи са Пенџабом и Химачал Прадешом на северу, те Раџастаном на западу и југу. Источна граница са Утаранчалом и Утар Прадешом дефинисана је реком Јамуном. Харајана окружује Делхи са три стране. Главни град Харајане је Чандигар, који је такође и главни град Пенџаба. Хинди и панџаби су службени језици. Хиндуси чине 78% становништва, Сики 18%, а Муслимани 4%.

## Историја
Многа насеља из староиндијских цивилизација и ведске цивилизације налазила су се у подручју Харајане. Велики митолошки еп Махабхарата спомиње Харајану као земљу великог богатства и са обиљем жита. Епска битка из Махабхарате између Карауваса и Пандаваса одиграла се близу Курукшетре у Харајани. Та битка је одлучивала ко ће владати Индијом. 
После протеривања Хуна краљ Харшавардана је у 7. веку одредио Танесар крај Курукшетре као своју престолницу. После његове смрти краљевство се распало, али подручје је било стратешки битно за владаре Делхија, јер је лежало на путу многих инвазија са северозапада. Мухамед Гори је освојио регион у другој бици код Терена. После његове смрти успостављен је Делхијски Султанат, који је владао Индијом неколико векова. Три чувене битке су се одиграле близу града Панипата. У првој бици је владар Кабула Бабур победио 1526. владара Делхијског султаната и успоставио је Могулско царство. У бици је кориштена артиљерија. У другој бици код Панипата Ахбаров генерал Бајрам Кан победио је 1556. и утро је пут Ахбаровој власти. Трећа битка код Панипата означила је крај Маратског царства у Индији. Авганистанске снаге Ахмед шах Абдалија одлучно су победиле 13. јануара 1761. војску Марата царства. Током британске управе већина Харајане је била део провинције Пенџаб. држава Харајана је формирана 1966. од источних делова државе Пенџаб, у којима се говори хинду. Западни делови у којима се говори панџаби остали су део Пенџаба. Град Чандигар је постао савезна територија и главни град и Пенџаба и Харајане.

## Географија и клима
Граничи са Пенџабом и Химашал Прадешом на северу, те Раџастаном на западу и југу. Источна граница са Утараншалом и Утар Прадешом дефинисана је реком Јамуном. Харајана окружује Делхи са три стране. Главни град Харајане је Чандигар, који је такође и главни град Пенџаба. 
Харајана се састоји од 4 главна дела:
- Јамуна -Гагар низија чини највећи део државе
- Шивалик планине на североистоку
- полупустињска низија на југозападу
- Аравали планине на југу.

Поред реке Јамуне и бројне сезонске реке теку кроз Харајану. Харајана је испресецана бројним каналима за наводњавање, који користе воду са Хималаја. По рељефу је равна, са нешто мало брдовитих подручја. Клима је континентална са екстремно врућим летима. Монсуми доносе довољне количине падавина између јула и септембра.

## Економија
Убрзана индустријализација се дешава задњих 20 година.
Градови близу Делхија, као Фаридабад и Гургаон постају значајни центри информационих технологија. Значајне су текстилна и металопрерађивачка индустрија. Највећа индијска фабрика аутомобила налази се у Харајани. Постоји мноштво малих индустрија, које доносе значајне приходе. Харајана је прва у Индији по производњи аутомобила, трактора, мотоцикла, научних инструмената.
Иако је индустријски развој био значајан Харајана је првенствено пољопривредна земља. Име Харајана значи „земља покривена зеленилом“.. Око 70% становништва је укључено у пољопривреду. Значајна је по производњи млека и пшенице. Од других култура значајни су шећерна трска, памук, кукуруз. Око 86% површине је подобно за обрађивање, а 75% површине се наводњава. Харајана је значајно допринела индијској Зеленој револуцији 70их када је Индија почела производити довољно хране за своје потребе.

## Галерија
- Комерцијалне зграде Гургаона
- Епска битка код Курукшетре, описана у Махабхарати